# Liste der Abkürzungen (Gambia)
Die Liste der Abkürzungen beinhaltet Abkürzungen und Akronyme, die in dem westafrikanischen Staat Gambia geläufig sind.
| Abkürzung/ Akronym | Begriff                                                                     | Bedeutung                                  |
| ------------------ | --------------------------------------------------------------------------- | ------------------------------------------ |
| AA                 | Administrative Area                                                         |                                            |
| ACR                | Africa Contemporary Record                                                  |                                            |
| AFPRC              | Armed Forces Provisional Ruling Council                                     | Militärjunta 1994                          |
| AMRC               | Assets Management and Recovery Commission                                   |                                            |
| APRC               | Alliance for Patriotic Reorientation and Construction                       | Politische Partei                          |
| AT                 | The African Times                                                           | Zeitung                                    |
| AU                 | African Union                                                               | Afrikanische Organisation                  |
| BanCC              | Banjul City Council                                                         | Stadtrat                                   |
| BATC               | Bathurst Advisory Town Council                                              | Stadtrat                                   |
| BAFROW             | Foundation for Research on Women’s Health, Productivity and the Environment | Organisation                               |
| BBM                | Black Brotherhood Movement                                                  |                                            |
| BBWR               | Bao Bolong Wetland Reserve                                                  | Naturschutzgebiet                          |
| BCC                | Bathurst City Council oder Banjul City Council                              | Stadtrat                                   |
| BJL                | Banjul International Airport                                                | IATA-Code des Flughafens                   |
| BO                 | The Bathurst Observer and West African Gazette                              | Zeitung                                    |
| BOAC               | British Overseas Airways Corporations                                       |                                            |
| BRPA               | Bathurst Rate Payers Association                                            |                                            |
| BTC                | Bathurst Town Council                                                       | Stadtrat                                   |
| BTU                | Bathurst Trade Union                                                        | Gewerkschaft                               |
| BUDC               | Bathurst Urban District Council                                             | Stadtrat                                   |
| BYMS               | Bathurst Young Muslims Society                                              |                                            |
| BMRA               | Brufut Marathon Run Association                                             | Organisation des Brufut Run                |
| CCYC               | Central Council of Youth Clubs                                              |                                            |
| CDC                | Colonial Development Corporation                                            |                                            |
| CDC                | Commonwealth Development Corporation                                        |                                            |
| CD & WA            | Commonwealth Development and Welfare Acts                                   |                                            |
| CFAO               | Compagnie Française de l'Afrique Occidentale                                | Handelsgesellschaft                        |
| CILSS              | Comité permanent Inter-Etats de Lutte contre la Sécheresse dans le Sahel    |                                            |
| CMS                | Church Missionary Society                                                   |                                            |
| CO                 | Colonial Office                                                             |                                            |
| CRD                | Central River Division                                                      | Ehemalige Verwaltungseinheit               |
| CRR                | Central River Region                                                        | Verwaltungseinheit                         |
| DCA                | Democratic Congress Alliance                                                | Politische Partei                          |
| DO                 | Dominion Office                                                             |                                            |
| ECOMOG             | ECOWAS Cease-Fire Monitoring Group                                          |                                            |
| ECOWAS             | Economic Community of West African States                                   | Westafrikanische Wirtschaftsgemeinschaft   |
| EEC                | European Economic Community                                                 |                                            |
| ERP                | Economic Recovery Programme                                                 |                                            |
| Ex. Co.            | Executive Council                                                           |                                            |
| FAO                | Food and Agricultural Organization                                          | Welternährungsorganisation                 |
| FCO                | Foreign and Commonwealth Office                                             |                                            |
| FO                 | Foreign Office                                                              |                                            |
| GA                 | Gambian National Archives                                                   |                                            |
| GAF                | Gambia Armed Forces                                                         | Streitkräfte                               |
| GAMBIS             | Gambia Biometric Identification System                                      |                                            |
| GATU               | Gambia Amalgamated Trade Union                                              | Gewerkschaft                               |
| GBA                | Gambia Bar Association                                                      |                                            |
| GBA                | Greater Banjul Area                                                         | Verwaltungseinheit                         |
| GBF                | Gambia Basketball Federation                                                | Sportverband                               |
| GBYD               | Banjul International Airport                                                | ICAO-Code des Flughafens                   |
| GCAA               | Gambia Civil Aviation Authority                                             | Luftfahrtbehörde                           |
| GCDB               | Gambia Commercial and Development Bank                                      |                                            |
| GCP                | Gambia Congress Party                                                       | Politische Partei                          |
| GCU                | Gambia Cooperatives Union                                                   | Gewerkschaft                               |
| GD                 | The Gambia Daily                                                            | Zeitung                                    |
| GDP                | Gambia Democratic Party                                                     | Politische Partei                          |
| GE                 | The Gambia Echo                                                             | Zeitung                                    |
| GFA                | Gambia Football Association                                                 | Sportverband                               |
| GFCMA              | Gambia Farmers' Co-operative Marketing Association                          | Genossenschaft                             |
| GFF                | Gambia Field Force                                                          | Paramilitärische Streitkräfte              |
| GG                 | The Gambia Gazette                                                          | Zeitung                                    |
| GGFP               | Gambian-German Forestry Project                                             | Naturschutzprojekt                         |
| GHA                | Gambia Handball Association                                                 | Sportverband                               |
| GIA                | Gambia International Airlines                                               | Luftfahrtgesellschaft                      |
| GLU                | Gambia Labour Union                                                         | Gewerkschaft                               |
| GM                 | ISO 3166-2                                                                  | ISO 3166-2-Kürzel                          |
| GMC                | Gambia Muslim Congress                                                      | Politische Partei                          |
| GMDA               | Gambia Medical and Dental Association                                       |                                            |
| GMDMU              | Gambia Motor Drivers and Mechanics Union                                    | Gewerkschaft                               |
| GNA                | Gambia National Army                                                        | Armee/Heer                                 |
| GNAssocn           | Gambia Native Association                                                   |                                            |
| GN                 | Gambia Navy                                                                 | Streitkräfte                               |
| GNB                | The Gambia News Bulletin                                                    | Zeitung                                    |
| GNDU               | Gambia Native Defense Union                                                 |                                            |
| GNG                | Gambia National Gendarmerie                                                 | Paramilitärische Streitkräfte              |
| GNG                | Gambia National Guard                                                       | Paramilitärische Streitkräfte              |
| GNIC               | Gambia National Insurance Company                                           |                                            |
| GNL                | Gambia National League                                                      |                                            |
| GNOC               | Gambia National Olympic Committee                                           | Sportverband                               |
| GNP                | Gambia National Party                                                       | Politische Partei                          |
| GNU                | Gambia National Union                                                       | Politische Partei                          |
| GNYC               | Gambia National Youth Council                                               |                                            |
| GO                 | The Gambia Outlook and Senegambian Reporter                                 | Zeitung                                    |
| GOMB               | Groundnut Oilseed Marketing Board                                           |                                            |
| GPA                | Gambia Ports Authority                                                      | Hafenbehörde                               |
| GPSC               | Gambia Postal Services Corporation                                          | Post                                       |
| GPDP               | Gambia Party for Democracy and Progress                                     | Politische Partei                          |
| GPMB               | Gambia Produce Marketing Board                                              | Landwirtschaftliche Genossenschaft         |
| GPP                | Gambian People’s Party                                                      | Politische Parteien                        |
| GPTC               | Gambia Public Transport Corporation                                         | Öffentlicher Nahverkehr                    |
| GPU                | Gambia Press Union                                                          | Gewerkschaft                               |
| GRC                | Gambia Representative Committee                                             |                                            |
| GRTS               | Gambia Radio & Television Service                                           | Staatliche Rundfunkgesellschaft            |
| GSRP               | Gambia Socialist Revolutionary Party                                        | Politische Partei                          |
| GSSP               | Gambia Senior Secondary School                                              | Weiterführende Schule                      |
| GTTI               | Gambia Technical Training Institute                                         | Bildungseinrichtung                        |
| GTU                | Gambia Teachers’ Union                                                      | Lehrergewerkschaft                         |
| GUSRWP             | Gambia Underground Socialist Revolutionary Workers Party                    | Politische Partei                          |
| GVBA               | Gambia Volleyball Association                                               | Sportverband                               |
| GW                 | The Gambia Weekly                                                           | Zeitung                                    |
| GWC                | Gambian Workers’ Confederation                                              | Gewerkschaft                               |
| GWU                | Gambia Workers’ Union                                                       | Gewerkschaft                               |
| ICFTU              | International Confederation of Free Trade Unions                            | Internationaler Bund Freier Gewerkschaften |
| ICS                | Institute of Commonwealth Studies                                           |                                            |
| IEC                | Independent Electoral Commission                                            | Wahlkommission                             |
| IGP                | Inspector General of Police                                                 |                                            |
| ILO                | International Labour Office                                                 |                                            |
| IMF                | International Monetary Fund                                                 | Internationaler Währungsfonds              |
| ITC                | International Trypanotolerance Centre                                       | Forschungsinstitut                         |
| ITUG-NW            | International Trade Union Committee of Negro Workers                        |                                            |
| KWNP               | Kiang West National Park                                                    | Naturschutzgebiet                          |
| LAI                | League Against Imperialism                                                  |                                            |
| Leg. Co.           | Legislative Council                                                         |                                            |
| LGA                | Local Government Area                                                       | Verwaltungsgliederung                      |
| LRD                | Lower River Division                                                        | Ehemalige Verwaltungseinheit               |
| LRR                | Lower River Region                                                          | Verwaltungseinheit                         |
| LRDept             | Labour Research Department                                                  |                                            |
| MBE                | Member of the Order of the British Empire                                   |                                            |
| MBHS               | Methodist Boys’ High School                                                 |                                            |
| MCC                | Manchester Chamber of Commerce                                              |                                            |
| MDMU               | Motor Drivers' and Mechanics' Union                                         | Gewerkschaft                               |
| MEA                | Ministry of External Affairs                                                |                                            |
| MFDC               | Mouvement des forces démocratiques de la Casamance                          | Rebellenorganisation                       |
| MID                | MacCarthy Island Division                                                   | Ehemalige Verwaltungseinheit               |
| MOJA-G             | Movement for Justice in Africa-Gambia                                       | Rebellenorganisation                       |
| MP                 | Member of Parliament                                                        | Mitglied des Parlaments                    |
| MRC                | Medical Research Council                                                    | Forschungsklinik                           |
| NADD               | National Alliance for Democracy and Development                             | Politische Partei                          |
| NBD                | North Bank Division                                                         | Ehemalige Verwaltungseinheit               |
| NBR                | North Bank Region                                                           | Verwaltungseinheit                         |
| NCBWA              | National Congress of British West Africa                                    |                                            |
| NCP                | National Convention Party                                                   | Politische Partei                          |
| NDAM               | National Democratic Action Movement                                         | Politische Partei                          |
| NGO                | Non-governmental Organization                                               | Nichtregierungsorganisation                |
| NIA                | National Intelligence Agency                                                | Nachrichtendienst                          |
| NISER              | Nigerian Institute of Social and Economic Research                          |                                            |
| NLP                | National Liberation Party                                                   | Politische Partei                          |
| NMP                | Niumi National Park                                                         | Naturschutzgebiet                          |
| NRP                | National Reconciliation Party                                               | Politische Partei                          |
| NSS                | National Security Service                                                   | Nachrichtendienst                          |
| OAU                | Organisation of African Unity                                               | Afrikanische Organisation                  |
| OBE                | Order of the British Empire                                                 |                                            |
| OCN                | Operation Clean The Nation                                                  | Aktion                                     |
| OIC                | Organisation of Islamic Conference                                          |                                            |
| OMVG               | Gambia River Development Organization                                       | Wasserverband                              |
| PDOIS              | People’s Democratic Organisation for Independence and Socialism             | Politische Partei                          |
| PDP                | People’s Democratic Party                                                   | Politische Partei                          |
| PLP                | Parliamentary Labor Party                                                   | Politische Partei                          |
| PPA                | People’s Progressive Alliance                                               | Politische Partei                          |
| PPCA               | Parliamentary Papers Colonies Africa                                        |                                            |
| PPP                | People’s Progressive Party                                                  | Politische Partei                          |
| PPP                | Protectorate People’s Society                                               | Politische Partei                          |
| PRO                | Public Record Office                                                        |                                            |
| ProtPP             | Protectorate People’s Party                                                 | Politische Partei                          |
| PSD                | Programme for Sustainable Development                                       |                                            |
| PWD                | Public Works Department                                                     |                                            |
| RAC                | Royal African Company                                                       | Handelskompanie im 17. Jahrhundert         |
| RAC                | Royal African Corps                                                         |                                            |
| RAMC               | Royal Army Medical Corps                                                    |                                            |
| RDP                | Rural Development Project                                                   |                                            |
| RGNP               | River Gambia National Park                                                  | Naturschutzgebiet                          |
| RILU               | Red International of Labour Union                                           | Gewerkschaft                               |
| RPA                | Bathurst Ratepayers' Association                                            |                                            |
| RVH                | Royal Victoria Hospital                                                     | Universitätskrankenhaus                    |
| RVTH               | Royal Victoria Teaching Hospital                                            | Universitätskrankenhaus                    |
| RWAFF              | Royal West African Frontier Force                                           |                                            |
| SAC                | Structural Adjustment Credit                                                |                                            |
| SAS                | Special Air Service                                                         |                                            |
| SDR                | Special Drawing Rights                                                      |                                            |
| (G)SIC             | Gambia Supreme Islamic Council                                              |                                            |
| SP                 | Sessional Paper                                                             |                                            |
| TSG                | Tactical Support Group                                                      |                                            |
| UAC                | United Africa Company                                                       |                                            |
| UDI                | Unilateral Declaration of Independence                                      |                                            |
| UDP                | United Democratic Party                                                     | Politische Partei                          |
| UNDP               | United Nations Development Programme                                        | Entwicklungsprogramm der VN                |
| UNIA               | Universal Negro Improvement Association                                     |                                            |
| UP                 | United Party                                                                | Politische Partei                          |
| URD                | Upper River Division                                                        | Ehemalige Verwaltungseinheit               |
| URR                | Upper River Region                                                          | Verwaltungseinheit                         |
| UTG                | Universität von Gambia                                                      | Universität                                |
| WA                 | West Africa                                                                 |                                            |
| WASU               | West African Students’ Union                                                |                                            |
| WAYL               | West African Youth League                                                   |                                            |
| WBHS               | Wesleyan Boy's High School                                                  |                                            |
| WCR                | West Coast Region                                                           | Verwaltungseinheit                         |
| WD                 | Western Division                                                            | Ehemalige Verwaltungseinheit               |
| WR                 | Western Region                                                              | Ehemalige Verwaltungseinheit               |
| WFTU               | World Federation of Trade Unions                                            | Weltgewerkschaftsbund                      |
| WMMS               | Wesleyan Methodist Missionary Society                                       |                                            |
| WO                 | Weekend Observer                                                            | Zeitung                                    |